# Глаукохроїт
Глаукохроїт — кальцієво-марганцевий неосилікатний мінерал із формулою CaMnSiO4. Зустрічається в метаморфізованих вапняках.
Вперше він був описаний у 1899 році у Франклін-Фернас, графство Сассекс, штат Нью-Джерсі, США.
Глаукохроїт кристалізувався в ортогональній кристалічній системі і більшу частину часу скручувався до масивного мінерального агрегату, також призматичних кристалів до 1 см завдовжки блискучого синьо-зеленого кольору. Також зустрічається рожевий, білий і коричневий глаукохроїт.

## Інтернет-ресурси
- Webmineral.com
- Handbook of Mineralogy